# دنهولم، یورک‌شر غربی
دنهولم (به انگلیسی: Denholme) یک شهرک و محله مدنی در بریتانیا است که در سیتی بردفورد واقع شده‌است. دنهولم ۳٬۴۸۹ نفر جمعیت دارد.